# Барсегян, Хикар Акопович
Хика́р Ако́пович Барсегя́н (арм. Խիկար Հակոբի Բարսեղյան; 7 июня 1918, Шинуайр —- 11 января 1996, Ереван) — журналист, доктор исторических наук, профессор, заслуженный деятель культуры Армянской ССР. Крупный учёный в области истории, информатизации, книговедения, журналистики и в других отраслях общественных наук.

## Биография
После завершения среднего образования в 1937 году Х. Барсегян поступил на исторический факультет Армянского педагогического института имени Хачатура Абовяна, который окончил в 1941 году. В 1931 году вступил в ряды ВЛКСМ, а в 1940 году — в ряды КПСС.
В 1941—1944 годах, находясь в рядах Советской Армии в составе 89-й Таманской армянской стрелковой дивизии, сражался на фронтах Великой Отечественной войны. За боевые заслуги был награждён орденами «Красной Звезды» и «Отечественной Войны», а также боевыми медалями.
После демобилизации Барсегян редактировал Ленинаканскую газету «Банвор», заведовал Сектором печати, издательств и радио ЦК КП Армении, являлся заместителем редактора газеты «Советакан Айастан», директором Института истории партии при ЦК КП Армении-Армянского филиала ИМЛ при ЦК КПСС,директором издательства «Айастан». Свыше 15 лет Х. А. Барсегян работал в Академии наук Армянской ССР, первоначально в Институте истории, а с 1970 года он возглавил СНИОН АН Армянской ССР.
С 1947 года Х. А. Барсегян преподавал в вузах теорию и практику советской периодики, историю большевистской печати, основы библиографии общественно-политической литературы. С 1932 года Барсегян написал свыше тысячи статей, корреспонденций и других произведений газетного жанра. Так же он создал ряд трудов, вошедших в армянскую Лениниану. Из этой серии следует отметить «В. И. Ленин —- великий организатор и вождь Коммунистической партии», «История изданий произведений В. И. Ленина на армянском языке», «Вместе с Лениным», «Армянская Лениниана» и др.
Х. А. Барсегян долгие годы являлся вице-президентом Армянского отделения Всесоюзной научно-просветительской организации «Знание», а также организовал и долгие годы был директором Центра научной информации по общественным наукам.
Профессор Х. А. Барсегян неоднократно принимал участие во всесоюзных и международных конгрессах, научных конференциях и симпозиумах по истории, научному коммунизму, книговедению и другим, на которых выступал с докладами.
Он избирался членом Ереванского городского и окружного, Мясникянского районного, депутатом Верховного Совета Армянской ССР, городских и районных советов народных депутатов, был членом коллегии Госкомиздата республики. Также являлся заместителем председателя правления общества «Знание» Армянской ССР, членом Ученых советов Института истории АН Армянской ССР, Архивного управления при Совете Министров Армянской ССР, Государственного исторического музея, Музея революции Армении, членом Научно-отраслевого совета по печати, радио и телевидению, «Армянской Советской энциклопедии», членом Президиума Мясникянского РК КП Армении и депутатом Ереванского горсовета.

## Награды
- Медаль С.Вавилова
- Медаль «За активную работу» (общ."Знание")
- Медаль Х.Абовяна
- Премия С.Шаумяна(1979)
- Заслуженный деятель культуры АрмССР (1987)

## Книги
Основными направлениями изучения Х. А. Барсегяна являлись: изучение и марксистское освещение истории распространения марксизма-ленинизма в Армении, история возникновения и организационного оформления Коммунистической партии Армении. В его произведениях нашли освещение следующие темы: «Распространение марксизма в Армении», «В. И. Ленин и формирование Закавказских большевистских организаций», «Образование Коммунистический партии Армении».
В трудах Барсегяна большое место занимает разработка и освещение истории большевистской печати. В книгах «История армянской большевистской периодической печати», «Библиография армянской большевистской печати», «Революционные воззвания и листовки», «В. И. Ленин и „Правда“» и др. Х. А. Барсегян впервые создал целостную научную историю армянской большевистской периодической печати от её возникновения до установления Советской власти в Армении.
Автор также написал десятки книг, посвященных Степану Шаумяну. Особенно интересна книга Х. Барсегяна «Степан Шаумян. Документальная летопись жизни и деятельности», предисловие к которой написал А. И. Микоян. Книги Барсегяна о Шаумяне были изданы в Москве и Киеве.
Книга Барсегяна «Незабываемый Варпет» посвящена встречам автора с Аветиком Исаакяном — Варпетом, то есть Мастером. По роду занятий, а также благодаря личным дружеским отношениям, в 1937—1957 годах автор неоднократно встречался с Аветиком Исаакяном, делал записи в дневнике. Книга рассказывает о таланте великого поэта, о доброте, о человечности Варпета.
Следует также особо отметить книгу Х. А. Барсегяна «Паруйр Севак».
Хикар Акопович Барсегян скончался 11 января 1996 года.